# Connor Jaeger
Connor Lee Jaeger (Hackensack, 30 de abril de 1991) es un deportista estadounidense que compitió en natación, especialista en el estilo libre.
Participó en dos Juegos Olímpicos de Verano, obteniendo una medalla de plata en Río de Janeiro 2016, en la prueba de 1500 m libre, y el sexto lugar en Londres 2012, en la misma prueba.
Ganó dos medallas en el Campeonato Mundial de Natación, en los años 2013 y 2015, y tres medallas en el Campeonato Pan-Pacífico de Natación de 2014.

## Palmarés internacional
| Juegos Olímpicos        | Juegos Olímpicos        | Juegos Olímpicos  | Juegos Olímpicos |
| Año                     | Lugar                   | Medalla           | Prueba           |
| ----------------------- | ----------------------- | ----------------- | ---------------- |
| 2016                    | Río de Janeiro (Brasil) | Medalla de plata  | 1500 m libre     |
| Campeonato Mundial      |                         |                   |                  |
| Año                     | Lugar                   | Medalla           | Prueba           |
| 2013                    | Barcelona (España)      | Medalla de bronce | 400 m libre      |
| 2015                    | Kazán (Rusia)           | Medalla de plata  | 1500 m libre     |
| Campeonato Pan-Pacífico |                         |                   |                  |
| Año                     | Lugar                   | Medalla           | Prueba           |
| 2014                    | Gold Coast (Australia)  | Medalla de oro    | 1500 m libre     |
| 2014                    | Gold Coast (Australia)  | Medalla de bronce | 400 m libre      |
| 2014                    | Gold Coast (Australia)  | Medalla de bronce | 800 m libre      |